# Robert Falkenburg
Robert "Bob" Falkenburg (Brooklyn, 29 de enero de 1926 - Santa Ynez, 6 de enero de 2022) fue un jugador de tenis estadounidense recordado por su victoria en el Campeonato de Wimbledon de 1948. Descendiente de alemanes, al final de su carrera se nacionalizó brasileño y representó a ese país en Copa Davis.

## Torneos de Grand Slam

### Campeón Individuales
| Año  | Torneo    | Oponente en la final | Resultado           |
| 1948 | Wimbledon | John Bromwich        | 7-5 0-6 6-2 3-6 7-5 |

### Campeón Dobles
| Año  | Torneo                            | Pareja      | Oponentes en la final      | Resultado       |
| 1944 | US National Doubles Championships | Don McNeil  | Bill Talbert Pancho Segura | 7-5 6-4 3-6 6-1 |
| 1947 | Wimbledon                         | Jack Kramer | Tony Mottram Bill Sidwell  | 8-6 6-3 6-3     |

### Finalista Dobles
| Año  | Torneo                            | Pareja     | Oponentes en la final       | Resultado            |
| 1944 | US National Doubles Championships | Jack Tuero | Gardnar Mulloy Bill Talbert | 10-12 10-8 10-12 2-6 |